# Sarpefossen
Sarpefossen (også kaldet Sarpsfossen) er et vandfald i elven Glomma i Sarpsborg, Norge. Sarpefossen er en af Europas største vandfald målt i vandmængde med en normal gennemstrømning på 577 m3 per sekund. Sarpefossen er et varemærke for Sarpsborg, ikke mindst på grund af dens betydning for byens industri. På grund af den store vandgennemstrømning har Sarpefossen også en interessant historie – som kraftkilde, som naturfænomen og også som gammelt rettersted.